# Comando de Base Aérea 11/VII
El Comando de Base Aérea 11/VII (Flug-Hafen-Bereichs-Kommando 11/VII) fue una unidad militar de la Luftwaffe durante la Segunda Guerra Mundial.

## Historia
Fue formado el 1 de julio de 1939 en Landsberg/Lech como Comando de Base Aérea Landsberg/Lech. El 30 de marzo de 1941 es renombrado Comando de Base Aérea 11/VII.

## Comandantes
- Teniente coronel Ludwig Hasslauer – (? – 7 de marzo de 1941)
- Teniente coronel Hans Erdmann – (7 de octubre de 1942 – 27 de febrero de 1945)
- Coronel Valentin von Liedl – (27 de febrero de 1945 – 8 de mayo de 1945)

## Servicios
- julio de 1939 – mayo de 1945: en Landsberg/Lech bajo el VII Comando Administrativo Aéreo.

## Orden de Batalla

### Unidades
- Comando de Aeródromo Landsberg/Lech
- Comando de Aeródromo Kaufbeuren
- Comando de Aeródromo Wörishofen
- Comando de Defensa de Aeródromo A 13/VII en Kaufbeuren (? – abril de 1944)
- Comando de Defensa de Aeródromo A 16/VII en Landsberg/Lech (? – abril de 1944)
- Comando de Defensa de Aeródromo A 26/VII en Memmingen (? – abril de 1944)
- Comando de Defensa de Aeródromo A 30/VII en Schongau (? – abril de 1944)
- Comando de Defensa de Aeródromo A 36/VII en Gablingen (? – enero de 1944)
- Comando de Defensa de Aeródromo A 39/VII en Gablingen (enero de 1944 – abril de 1944)
- Comando de Aeródromo A (o) 12/VII en Fürstenfeldbruck (abril de 1944 – mayo de 1945)
- Comando de Aeródromo A (o) 13/VII en Lechfeld (abril de 1944 – mayo de 1945)
- Comando de Aeródromo A (o) 14/VII en Kaufbeuren (abril de 1944 – mayo de 1945)
- Comando de Aeródromo A (o) 15/VII en Memmingen (abril de 1944 – mayo de 1945)
- Comando de Aeródromo A (o) 16/VII en Neuburg-Donau (abril de 1944 – mayo de 1945)
- Comando de Aeródromo A (o) 102/XVII en Gablingen (diciembre de 1944 – mayo de 1945)
- Comando de Aeródromo E (v) 233/VII en Leipheim (enero de 1945 – febrero de 1945)
- Comando de Aeródromo E (v) 214/XII en Landsberg/Lech (septiembre de 1944 – marzo de 1945)
- Comando de Aeródromo E (v) 218/XII en Leipheim (septiembre de 1944 – febrero de 1945)